# Gösta Danielson (arkitekt)

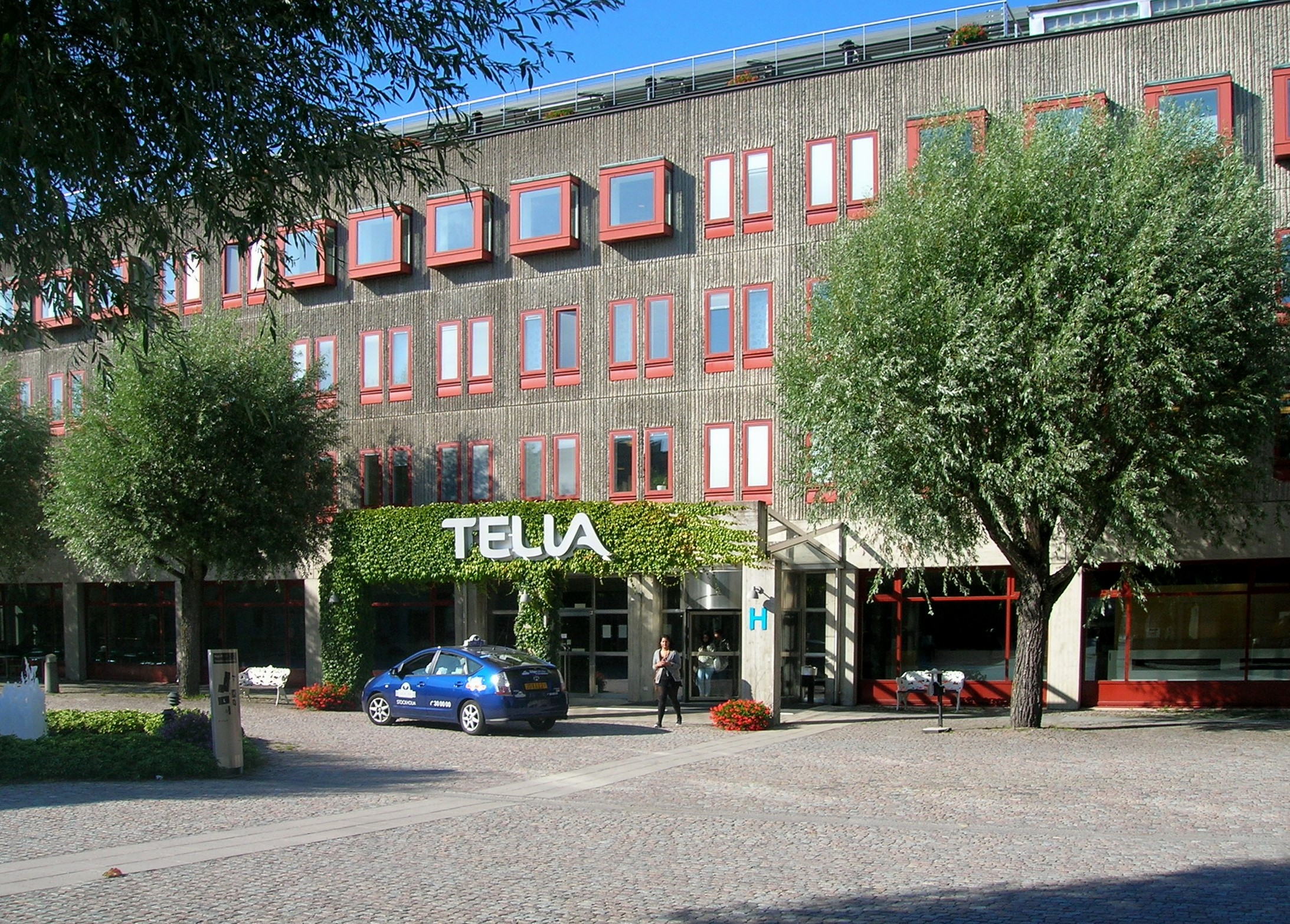
Televerkets Larsbodaanläggning (1969).

Nils Erik Gösta Danielson, född 21 april 1923 i Linköping, död 24 februari 1993 i Oscars församling i Stockholm, var en svensk arkitekt. Han drev arkitektkontoret Hidemark & Danielson tillsammans med Bengt Hidemark.

## Biografi

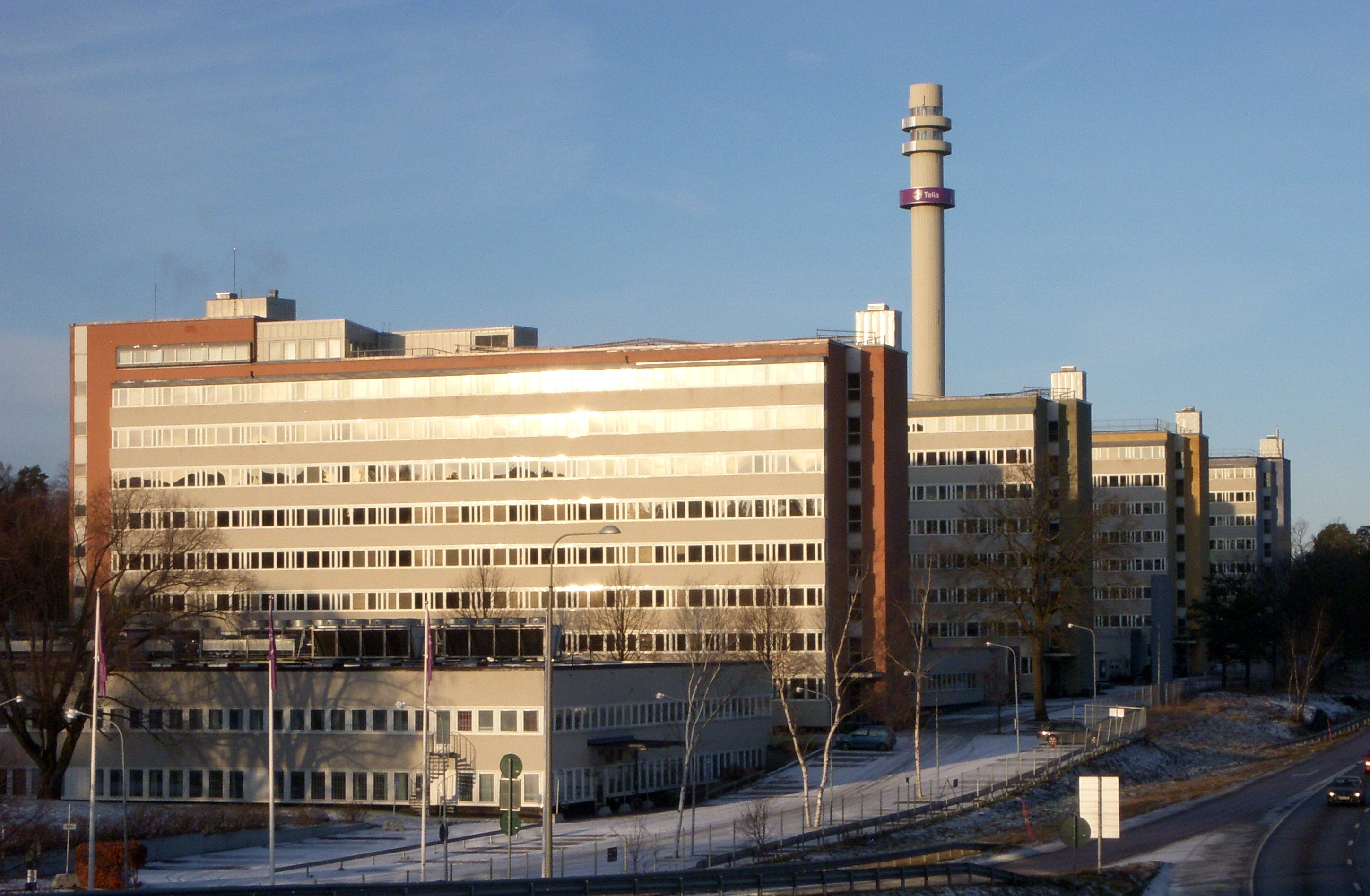
Televerkets Farstaanläggning (1963).

Danielson fick teknisk gymnasieutbildning i Norrköping och utbildade sig till arkitekt vid Kungliga Tekniska Högskolan i Stockholm. Efter anställning hos Peter Celsing och Ahlgren Olsson Silow Arkitektkontor samt verksamhet på Stockholms stads stadsplaneavdelning började han 1962 egen verksamhet tillsammans med Bengt Hidemark.
Till hans mest kända verk hör Televerkets förvaltningsbyggnader i Farsta och Larsboda i södra Stockholm, som han ritade åren 1959 till 1969 tillsammans med kompanjonen Hidemark och med Byggnadsstyrelsen och Telestyrelsen som beställare. Medan den äldre anläggningen i Farsta kännetecknades av höga skivhus, valde Danielson och Hidemark för den närbelägna Larsbodaanläggningen låga byggnader som sluter sig kring individuellt gestaltade gårdar och gaturum. Larsbodaanläggningens byggnader belönades 1969 med Kasper Salin-priset. Juryn pekade på hur Danielson och Hidemark skapat "fattbara samband" och hur "varje utrymme" har fått en identitet.
Bland övriga arbeten märks bland annat Ellemtels laboratorier i Älvsjö, Söderholmsskolan i Vårberg (båda i södra Stockholm), bostadsområdet "Jacobsgårdarna" i Borlänge, utbyggnadsplaner för dåvarande Linköpings högskola och för delar av Kungliga Tekniska högskolan i Stockholm samt polishuset i Vetlanda.
Gösta Danielson är gravsatt i minneslunden på Galärvarvskyrkogården i Stockholm.